# سرعت (فیلم ۱۹۳۶)
«سرعت» (انگلیسی: Speed) یک فیلم اکشن سیاه و سفید آمریکایی محصول کمپانی مترو گلدوین مایر تولید سال ۱۹۳۶ به کارگردانی ادوین ال مارین است. جیمز استوارت در اولین نقش اصلی خود و وندی باری در آن بازی کردند. اگرچه این فیلم فقط یک فیلم کم‌هزینه «درجه ۲» بود، اما به دلیل فیلم‌برداری واقع‌گرایانه‌اش توسط لستر وایت، که شامل صحنه‌هایی از مسابقه ایندیاناپولیس و فیلمبرداری در محل در بستر دریاچه خشک موروک بود، قابل توجه بود.